# Themelium gibbsiae
Themelium gibbsiae är en stensöteväxtart som beskrevs av Barbara S. Parris. Themelium gibbsiae ingår i släktet Themelium och familjen Polypodiaceae. Inga underarter finns listade.